# Pterolepis claudiae
Pterolepis claudiae är en insektsart som först beskrevs av Galvagni 1988.  Pterolepis claudiae ingår i släktet Pterolepis och familjen vårtbitare. Inga underarter finns listade i Catalogue of Life.